# Guará (Guarapuava)
Guará é um distrito do município brasileiro de Guarapuava, no estado do Paraná.